# Barchůvecké rybníčky
Barchůvecké rybníčky jsou soustavou dvou malých rybníčků o výměře vodní plochy 0,13 ha rybníček I a 0,06 ha rybníček II (měřeno ve směru od bývalého zámečku) nalézajících se na východním okraji vesnice Barchůvek v okrese Hradec Králové. Rybníčky jsou v soukromém vlastnictví a jsou využívány pro chov ryb. 

## Galerie

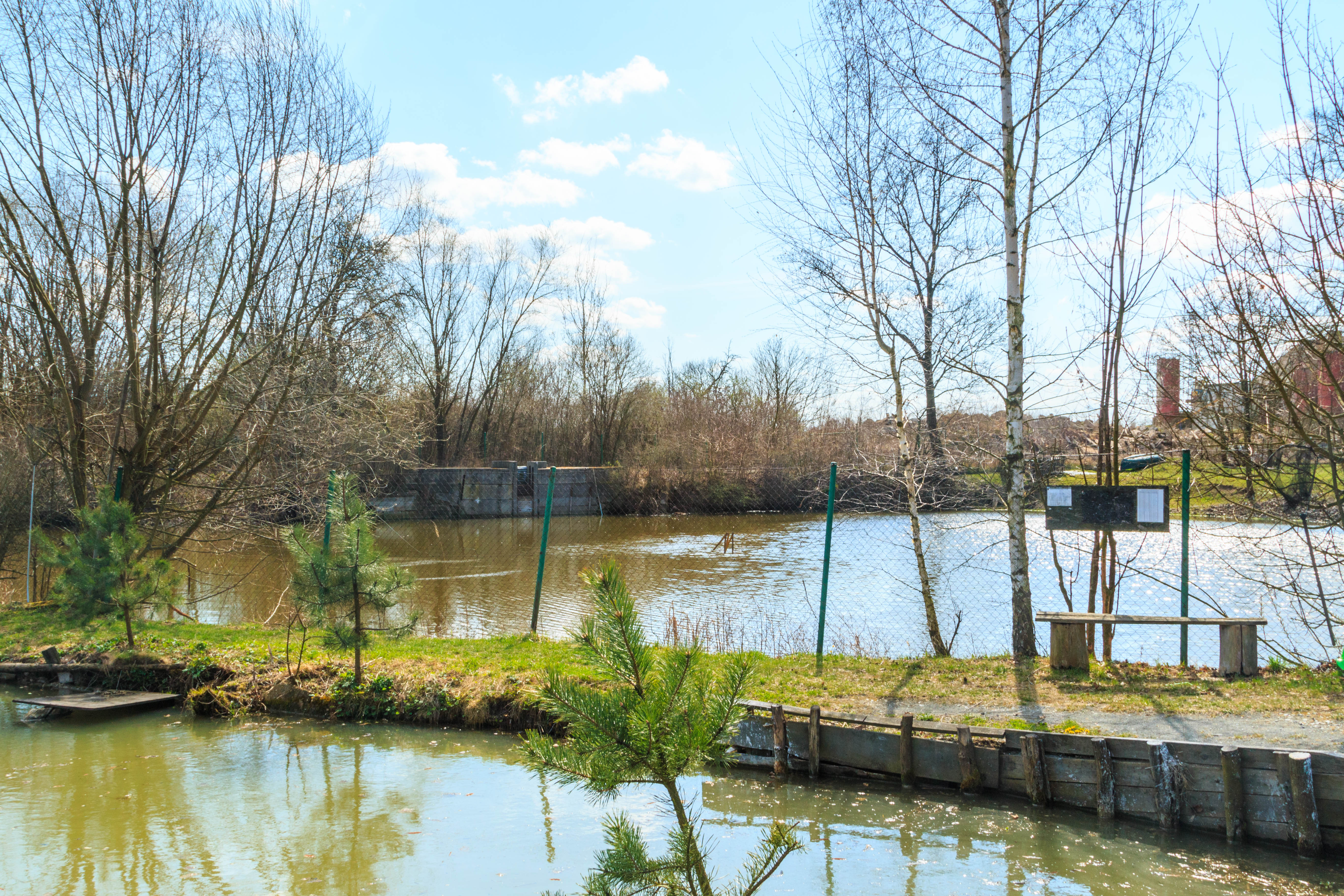
pohledy na Barchůvecké rybníčky
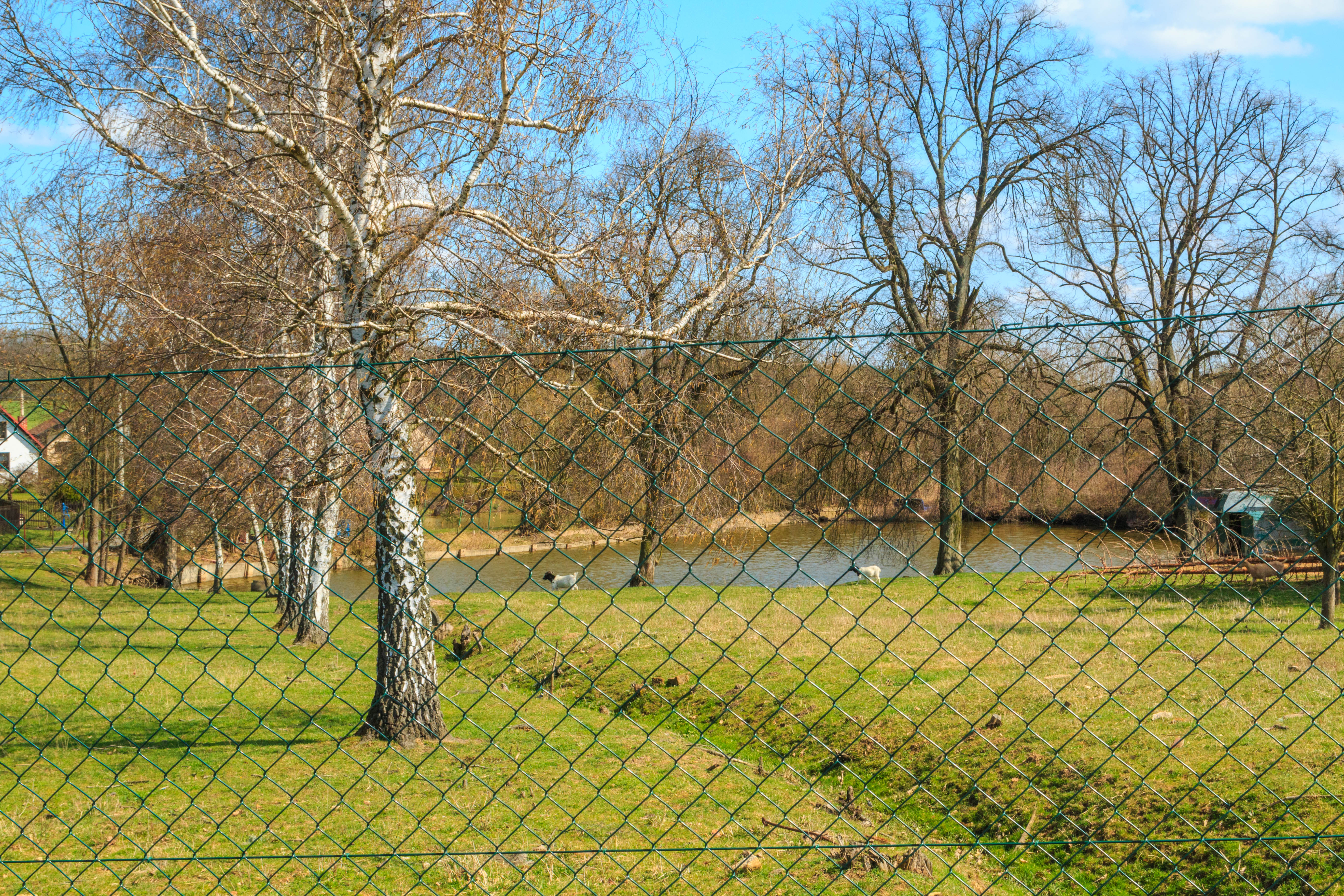
pohledy na Barchůvecké rybníčky - rybníček I